# Gary Smulyan
Gary Smulyan, né le 4 avril 1956 à Bethpage, Long Island, New York, est un saxophoniste baryton de jazz américain.

## Biographie
Smulyan débute très jeune au saxophone alto puis passe au baryton. Il étudie à l'Université d'État de New York de Potsdam et à l'Université Hofstra puis rejoint le big band de Woody Herman en 1978.
À partir des années 1980, il joue notamment dans de nombreux big bands dont ceux de Mel Lewis, Dave Holland, Carla Bley ainsi que dans le Dizzy Gillespie All-Star Big Band, le Vanguard Jazz Orchestra, l'Orchestre des chefs-d'œuvre du jazz du Smithsonian (en), etc.
À la fin des années 1990, il forme avec Nick Brignola et Ronnie Cuber The Three Baritone Saxophone Band qui rend hommage à Gerry Mulligan au cours de concerts et dans un album qui paraît en 1998.
Les deux plus grandes influences de Smulyan sont Harry Carney et surtout Pepper Adams. À la mort de ce dernier, il enregistre un album, Homage, entièrement constitué de morceaux composés par Adams.
Depuis le début des années 2000, Smulyan figure régulièrement en tête du classement du magazine Down Beat dans la catégorie « saxophone baryton ».

## Discographie
- 1991 : The Lure of Beauty (Criss Cross), avec Jimmy Knepper et Mulgrew Miller
- 1991 : Homage (Criss Cross) avec Tommy Flanagan et Ray Drummond
- 1993 : Saxophone Mosaic (Criss Cross)
- 1996 : With Strings (Criss Cross)
- 1997 : Roots (Astor Place, 1997) avec Cedar Walton
- 1998 : The Three Baritone Saxophone Band Plays Mulligan (Dreyfus Records) avec Nick Brignola et Ronnie Cuber
- 1999 : Blue Suite (Criss Cross)
- 2002 : The Real Deal (Reservoir Records)
- 2012 : Smul's Paradise (Capri)
- 2013 : Bella Napoli (Capri) avec Dominic Chianese

### En tant que sideman
Avec Carla Bley
- 2003 : Looking for America  (Watt/ECM)